# 2S41 Drok
2S41 Drok (ros. 2С41 Дрок, pol. janowiec) – rosyjski samobieżny moździerz kalibru 82 mm zaprojektowany i produkowany przez zakłady Urałwagonzawod. Premierowy pokaz pojazdu odbył się podczas międzynarodowego forum wojskowo-technicznego „Armija 2019”. 
Drok powstał jako maszyna wsparcia dla rosyjskich wojsk powietrznodesantowych. Jest przeznaczony do zwalczania siły żywej i punktów oporu przeciwnika wraz z możliwością oślepiania punktów obserwacyjnych i stawiania zasłon dymnych. 

## Charakterystyka
Drok jest zbudowany na bazie czterokołowego pojazdu w układzie 4x4 K-4386 Tajfun-WDW z silnikiem wysokoprężnym Kamaz 650.10-350 o mocy 354 KM. Pojazd zapewnia ochronę czteroosobowej załodze i przewożonej amunicji w liczbie 40 sztuk przed środkami rażenia przeciwnika. 
Uzbrojeniem głównym jest osadzony w wieżyczce moździerz kalibru 82 mm ładowany ręcznie. Może on być obsługiwany zarówno z wnętrza pojazdu, jak i z zewnątrz. Zasięg moździerza wynosi od 100 metrów do 6 kilometrów przy szybkostrzelności wynoszącej 12 strzałów na minutę, a ostrzał może być prowadzony stromotorowo lub bezpośrednio. Wykorzystywane są tradycyjne granaty moździerzowe, jak również amunicja o zwiększonej donośności. Maszyna posiada dwa systemy ostrzegania o namierzeniu laserem, po jednym na każdej burcie, mające w założeniu chronić przed amunicją kierowaną laserowo w pełnym zakresie 360 stopni. 
Na wyposażeniu znajduje się także zdalnie sterowany karabin maszynowy kalibru 7,62 mm umieszczony w małej wieżyczce nad kierowcą na dachu oraz wyrzutnie granatów dymnych. Pojazd może zabierać ze sobą dodatkowy polowy moździerz 2B42 kalibru 82 mm służący do prowadzenia ostrzału poza maszyną.

## Użytkownicy
- Rosja
  - Wojska Lądowe – od lipca 2023 roku pojazdy oficjalnie weszły do użytku w Siłach Zbrojnych FR[7]; w 2022 roku producent miał przekazać pierwszą partię maszyn do testów[8].

## Galeria

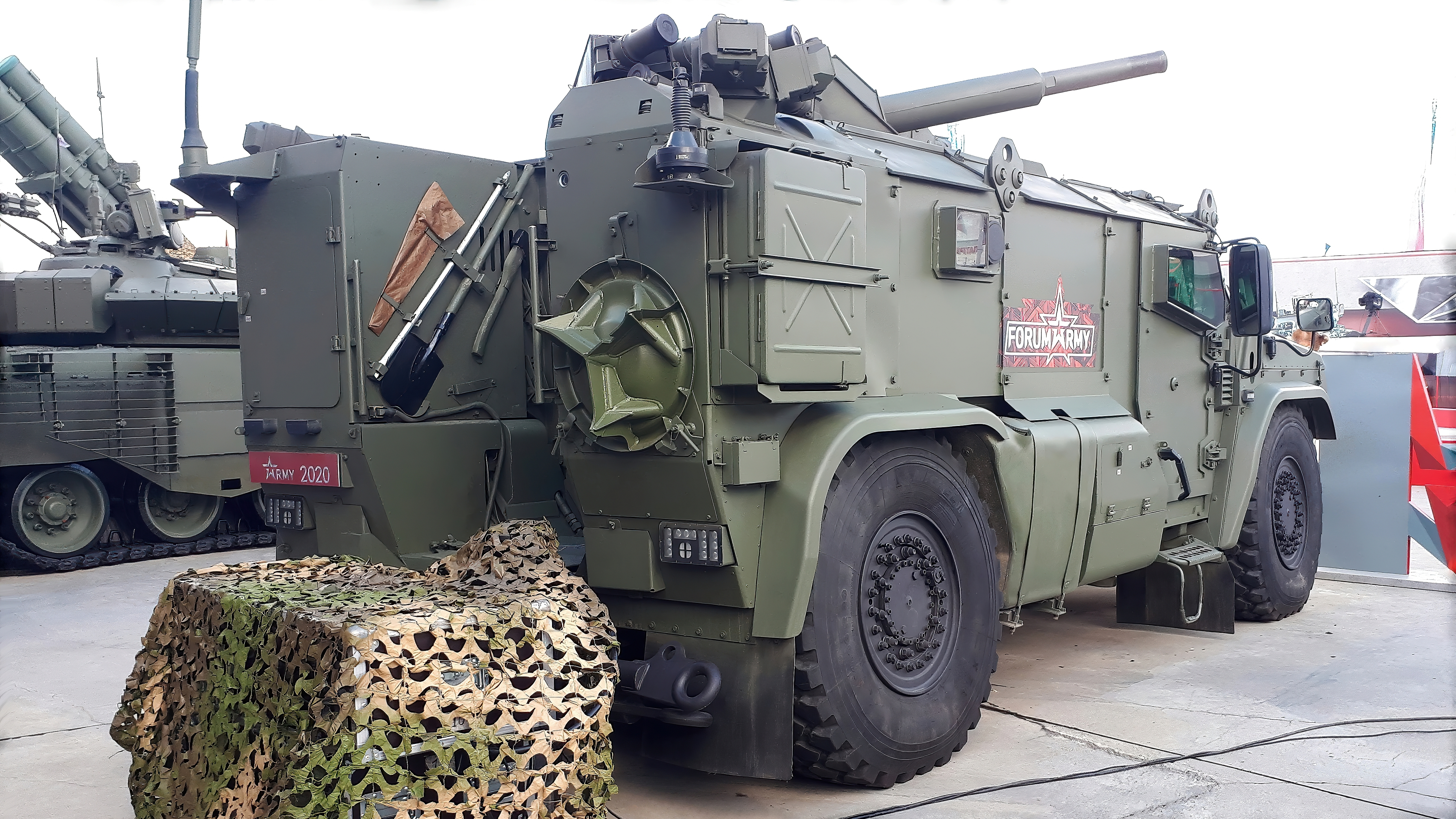
Widok na tył, widoczna wyrzutnia granatów dymnych na wieżyczce po lewej stronie
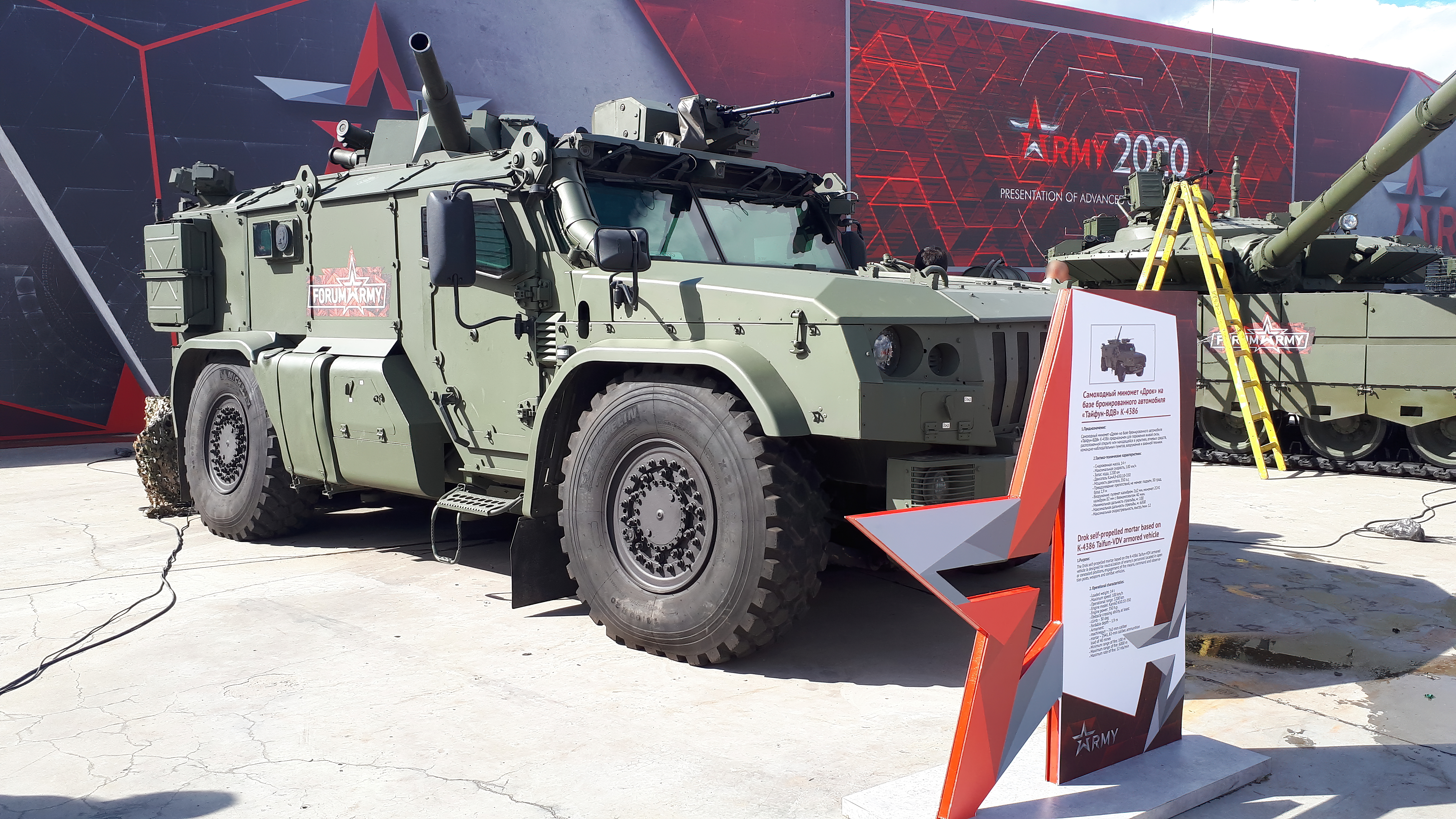
Widok z boku, zwraca uwagę zdalnie sterowana wieżyczka z karabinem maszynowym nad przedziałem kierowcy